# Tabarna
Tabarna (o Labarna, 'dotato di valore') era il massimo titolo regale ittita e indicava il re. Dal cosiddetto Testamento di Khattushili si ha notizia di un organo collegiale, detto pankuš, deputato in qualche modo a sancire le decisioni del tabarna.
Malgrado il suo uso sembri già retrocedere all'epoca hattiana, tra gli Ittiti il termine prendeva origine da re Labarna I, uno dei più grandi sovrani ittiti (e forse fondatore del regno). Secondo altre interpretazioni, Labarna I e la regina consorte Tawananna (il titolo della regina) rappresenterebbero una sorta di coppia regale fondativa (per cui, all'opposto, la figura del fondatore sarebbe stata inventata dalla tradizione ittita a partire dal titolo regale).